# Mattia Pellegrin
Pour les articles homonymes, voir Pellegrin.
Mattia Pellegrin est un fondeur italien, né le 8 juin 1989 à Cavalese.

## Biographie
Au Festival olympique de la jeunesse européenne 2007, il est médaillé d'argent au 7,5 kilomètres classique. Aux Championnats du monde junior 2009, à Praz de Lys, il finit dixième du sprint, huitième dela poursuite et quatrième avec le relais.
Aux Championnats du monde des moins de 23 ans en 2011 à Otepää, il prend la huitième place de la poursuite, soit son unique top dix dans cette compétition.
Il fait ses débuts en Coupe du monde en décembre 2012 à Canmore, où il marque des points avec une 19e place au quinze kilomètres classique, performance qui restera son meilleur résultat individuel à ce niveau. Il remporte plus tard dans l'hiver deux manches de la Coupe OPA à Rogla et Hirschau sur des courses avec technique classique.
Fin 2013, il obtient une quatrième place comme meilleur résultat à l'Universiade.
Aux Jeux olympiques d'hiver de 2014, à Sotchi, il est présent seulement sur le quinze kilomètres classique, signant le 36e temps. À l'été 2014, il remporte une manche de la Coupe du monde de rollerski à Val di Fiemme.
Il a été sélectionné pour deux championnats du monde, en 2013 à Val di Fiemme et 2015, à Falun, où il est 23e du cinquante kilomètres classique.
Mattia Pellegrin prend sa retraite sportive en 2016. Il est en couple avec une autre fondeuse, Lucia Scardoni.

## Palmarès

### Jeux olympiques
| Épreuve / Édition | 15 km                            | 15 km     | Skiathlon 2 × 15 km | 50 km | 50 km                            | Relais | Relais    |
| Épreuve / Édition | libre                            | classique | Skiathlon 2 × 15 km | libre | classique                        | sprint | 4 x 10 km |
| JO 2014 Sotchi    | Épreuve inexistante à cette date | 36e       | -                   | -     | Épreuve inexistante à cette date | —      | -         |

### Championnats du monde
| Épreuve / Édition           | Sprint                           | Sprint    | 15 km | 15 km                            | Skiathlon 2 × 15 km | 50 km | Relais | Relais    |
| Épreuve / Édition           | libre                            | classique | libre | classique                        | Skiathlon 2 × 15 km | 50 km | sprint | 4 x 10 km |
| Mondiaux 2013 Val di Fiemme | Épreuve inexistante à cette date | —         | -     | Épreuve inexistante à cette date | -                   | 38e   | —      | -         |
| Mondiaux 2015 Falun         | Épreuve inexistante à cette date | —         | -     | Épreuve inexistante à cette date | -                   | 23e   | —      | -         |

### Coupe du monde
- Meilleur classement général : 104e en 2013.
- Meilleur résultat individuel : 19e.

#### Classements par saison
| Saison    | Classement général final | Classement distance |
| 2012-2013 | 104e                     | 66e                 |
| 2013-2014 | 118e                     | 70e                 |
| 2014-2015 | 143e                     | 87e                 |
| 2015-2016 | 118e                     | 71e                 |

### Festival olympique de la jeunesse européenne
- Jaca 2007 :
  -  Médaille d'argent sur 7,5 km classique.

### Coupe OPA
- 6e du classement général en 2013
- 6 podiums, dont 2 victoires.